# Камыш озёрный
Схенопле́ктус озёрный, или камы́ш озёрный (лат. Schoenoplēctus lacūstris) — вид травянистых растений рода Схеноплектус (Schoenoplectus) семейства Осоковые (Cyperaceae).

## Ботаническое описание

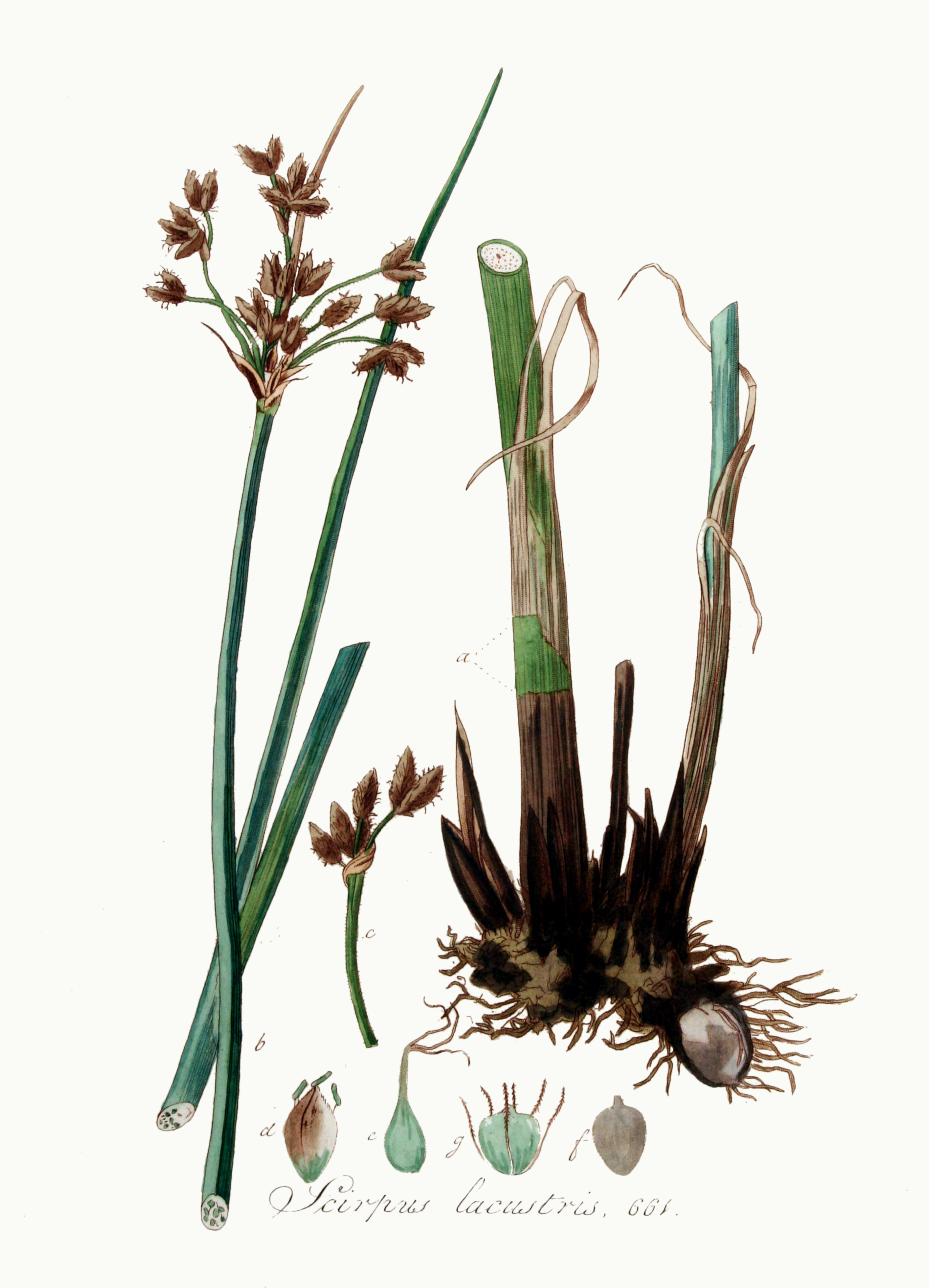
Схеноплектус озёрный.

Многолетнее травянистое растение. Корневище ползучее, толстое (6—12 мм толщиной), снаружи чёрно-бурое, выпускающее несколько высоких и толстых цилиндрических почти безлистных стеблей 100—250 см высотой и 1,5 или более см толщиной, одетых при основании тёмно-бурыми или красновато-бурыми влагалищами, из которых 1—2 верхних несут иногда небольшие шиловидные или линейные желобчатые и шиловидно-заострённые листовые пластинки 1—10 см длиной.
Цветочные колоски продолговато-яйцевидные заострённые, 8—12 мм длиной и 4—5 мм шириной, скученные по нескольку на концах более или менее длинных цветоносов, образуя в общем небольшое щитковидно-метельчатое соцветие 5—8 см длиной, реже, при укороченных цветоносах, сжатое. Цветоносы полуцилиндрические с острыми, шероховатыми от очень мелких шипиков, рёбрами. При основании их находится 1 или 2 небольших прицветных шиловидных листа, из которых нижний, при основании желобчатый, равен или несколько длиннее соцветия. Прицветные чешуйки около 4 мм длиной и 2—2,5 мм шириной, плёнчатые, яйцевидные или эллиптические, на верхушке надрезанные на 2 тупых зубчика, на наружной стороне голые, по краям ресничатые, бурые или буроватые, с более бледной или зеленоватой срединной жилкой, переходящей на верхушке между зубчиками в очень короткую (0,5—1 мм), не превышающую зубчики, ость. Околоцветных щетинок 6, усаженных вниз отклоненными шипиками. Пестик с 3 рыльцами. Орешек серый, 3 мм длиной и 2 мм шириной, обратнояйцевидный, несколько сжатый, почти трёхгранный, с одной стороны плоский, с другой выпуклый и тупо-килевидный, на верхушке с маленьким носиком.

## Распространение и экология
Евразия и Африка. Обитает по берегам озёр, речек, стариц, на травянистых болотах, займищах и на болотистых лугах.

## Химический состав
В среднем корневища содержат 40—50 % крахмала (больше, чем в клубнях картофеля), 10—24 % белка и 10—20 % сахаров.

## Значение и применение
Скотом почти не поедается. Служит кормом ондатре (Ondatra zibethicus).
Можно использовать в печёном, отварном или жареном виде корневища с зимующими почками (клубнями), вместо хлеба и картофеля. Их также можно переработать в муку и использовать для приготовления лепёшек или котлет.

## Синонимы
- Cyperus lacustris (L.) Missbach & E.H.L.Krause (nom. illeg.)
- Eleogiton lacustris (L.) Fourr.
- Heleophylax lacustris (L.) Schinz & Thell.
- Hymenochaeta lacustris (L.) Nakai
- Schoenoplectus validus (Vahl) T.Koyama
- Scirpus lacustris L.[2]